# Línea 32 (Maldonado)
La línea 32 es un servicio de transporte público que opera dentro del departamento de Maldonado, Uruguay. Su salida es Pan De Azúcar, y el destino la localidad de Nueva Carrera.
Al igual que su hermana línea 30, sus servicios eran operados por la empresa Artigas Méndez hasta que en el 2010 se fusiona con Guscapar.

## Salidas
Por Pan de Azúcar, se dan seis salidas diarias en los horarios de 6:50, 10:40, 12:50, 18:10, 19:10 y 20:45.